# Queensgate Yard

Der Queensgate Yard ist ein Güter- und Rangierbahnhof der CSX Transportation im Süden von Cincinnati, Ohio. Er liegt im unteren Tal des Mill Creek, das sich von Nord nach Süd über die Stadtviertel Camp Washington und Queensgate erstreckt. Der Fluss verläuft auf der West-Seite des acht Kilometer langen Bahnhofs und mündet dann in den Ohio River. Der Bahnhof wurde in den 1970er Jahren von der Holdinggesellschaft Chessie System errichtet, die seit 1973 die Chesapeake and Ohio Railway, die Baltimore and Ohio Railroad und die Western Maryland Railway umfasste und 1987 in der CSX Transportation aufgegangen ist.

## Geschichte
Ende des 19. Jahrhunderts wurde Cincinnati nach Chicago und St. Louis zum drittgrößten Umschlagplatz im Schienengüterverkehr der USA. Die Stadt war zu dieser Zeit noch hauptsächlich Endpunkt von mehreren Eisenbahnlinien, aber mit dem Ausbau des Eisenbahnnetzes in Nordamerika und der Errichtung von Eisenbahnbrücken über den Ohio, davon drei in Cincinnati bis 1888, wurden in der Stadt nach der Jahrhundertwende immer mehr Güterwagen rangiert als be- oder entladen. Die bis zu 15 Eisenbahngesellschaften unterhielten in der Stadt eine Vielzahl von Personen- und Güterbahnhöfen, die nur teilweise miteinander verbunden waren. In den 1920er Jahren beschlossen sieben der großen Gesellschaften, einen gemeinsamen Personenbahnhof in Queensgate zu errichten, der bis 1933 fertiggestellt wurde und über eine tägliche Kapazität von über 200 Zügen verfügte. Mit dem einsetzenden Ausbau des Straßennetzes und dem Entstehen des motorisierten Individualverkehrs verlor das Cincinnati Union Terminal seit den 1950er Jahren zunehmend an Bedeutung und wurde Anfang der 1970er stillgelegt, die Abfertigungshalle ist als Cincinnati Museum Center at Union Terminal erhalten.
Mit dem Bau des Cincinnati Union Terminal war auch ein massiver Ausbau des Schienennetzes in und um die Stadt nötig, der auch zu einer Verbesserung im Güterverkehr führte. Die durchschnittliche Rangierzeit von Güterwagen in der Stadt betrug in den 1960er Jahren noch 24 Stunden und die Chesapeake and Ohio Railway und die Baltimore and Ohio Railroad planten durch den Neubau des Queensgate Yard die Zusammenlegung ihrer fünf Rangier- und Güterbahnhöfe im unteren Tal des Mill Creek, oberhalb der Gleisanlagen des Cincinnati Union Terminal. Die 1973 gegründete Holdinggesellschaft Chessie System verwirklichte die Pläne und der Rangierbahnhof konnte am 23. Juli 1981 in Betrieb genommen werden, wodurch sich die Rangierzeit auf 12 Stunden reduzierte. In der Folgezeit verlagerte sich zudem der Frachtverkehr von umliegenden Bahnhöfen nach Queensgate, die daraufhin geschlossen wurden. Die ehemaligen Gleisanlagen des Personenbahnhofs im Süden integrierte die Southern Railway in ihren benachbarten Rangier- und Güterbahnhof Gest Street Yard, der heute von der Norfolk Southern Railway (NS) betrieben wird und von den Ausläufern des Queensgate Yard teilweise umschlossen ist. Bis 1987 ging die Holdinggesellschaft Chessie System zusammen mit der Seaboard Coast Line Railroad in der CSX Transportation auf, die heute Betreiber des Bahnhofs ist.

## Beschreibung
Der acht Kilometer lange Flachbahnhof besitzt acht Einfahrgleise im Süden, 50 Richtungsgleise in der mittleren Richtungsharfe und eine Nachordnungs- und Ausfahrgruppe aus acht bzw. sechs Gleisen im Norden. Zudem ist nördlich an die Richtungsharfe ein Hilfsgruppe aus 19 Gleisen angeschlossen. Weiterhin befindet sich im Ostteil des Bahnhofs ein Containerterminal mit fünf Gleisen für den intermodalen Güterverkehr. Zu den Anlagen gehören weiterhin mehrere Gleise von Bahnbetriebswerken, mit Wartungshallen für die Güterwagen (4 Gleise) und Diesellokomotiven (3 Gleise), die sich in Höhe der Richtungsharfe bzw. neben dem Stellwerk befinden. Der Rangierbahnhof ist für eine Kapazität von 3.200 Güterwagen ausgelegt, der übliche Durchsatz lag 2013 bei etwa 2.000 Wagen täglich. Mit einem Gesamtvolumen von jährlich knapp 500.000 umgeschlagenen Wagen und Containern zählt der Queensgate Yard zu den zehn wichtigsten Rangier- und Güterbahnhöfen im Netz der CSX.
Aus Süden erfolgt die Zufahrt zu den Rangierbahnhöfen über die Cincinnati Southern Bridge (NS) und die benachbarte C&O Railroad Bridge (CSX), die den Ohio unterhalb der Bahnhöfe queren.

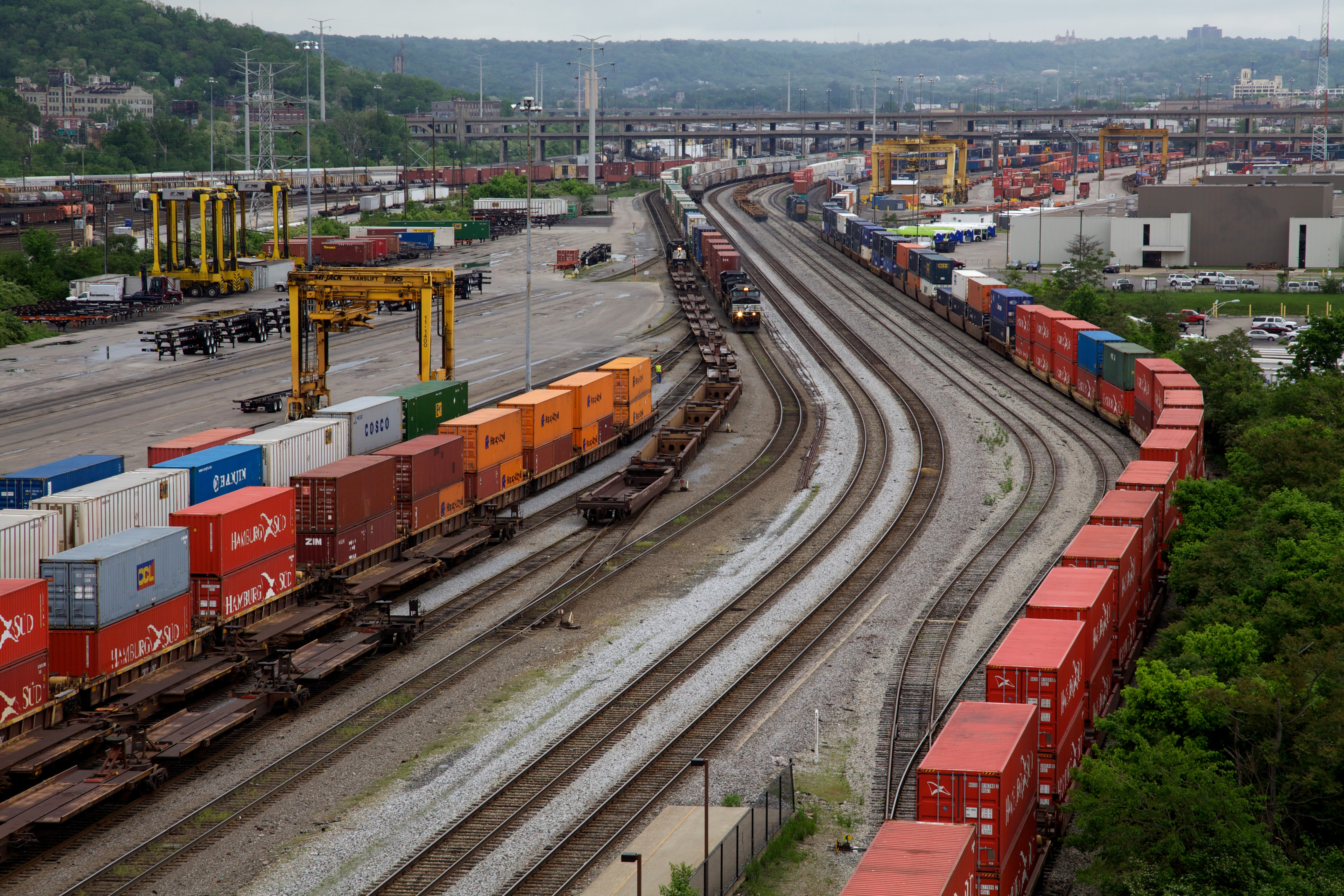
Rangierbahnhöfe der Norfolk Southern und der CSX im Tal des Mill Creek, Blick nach Norden
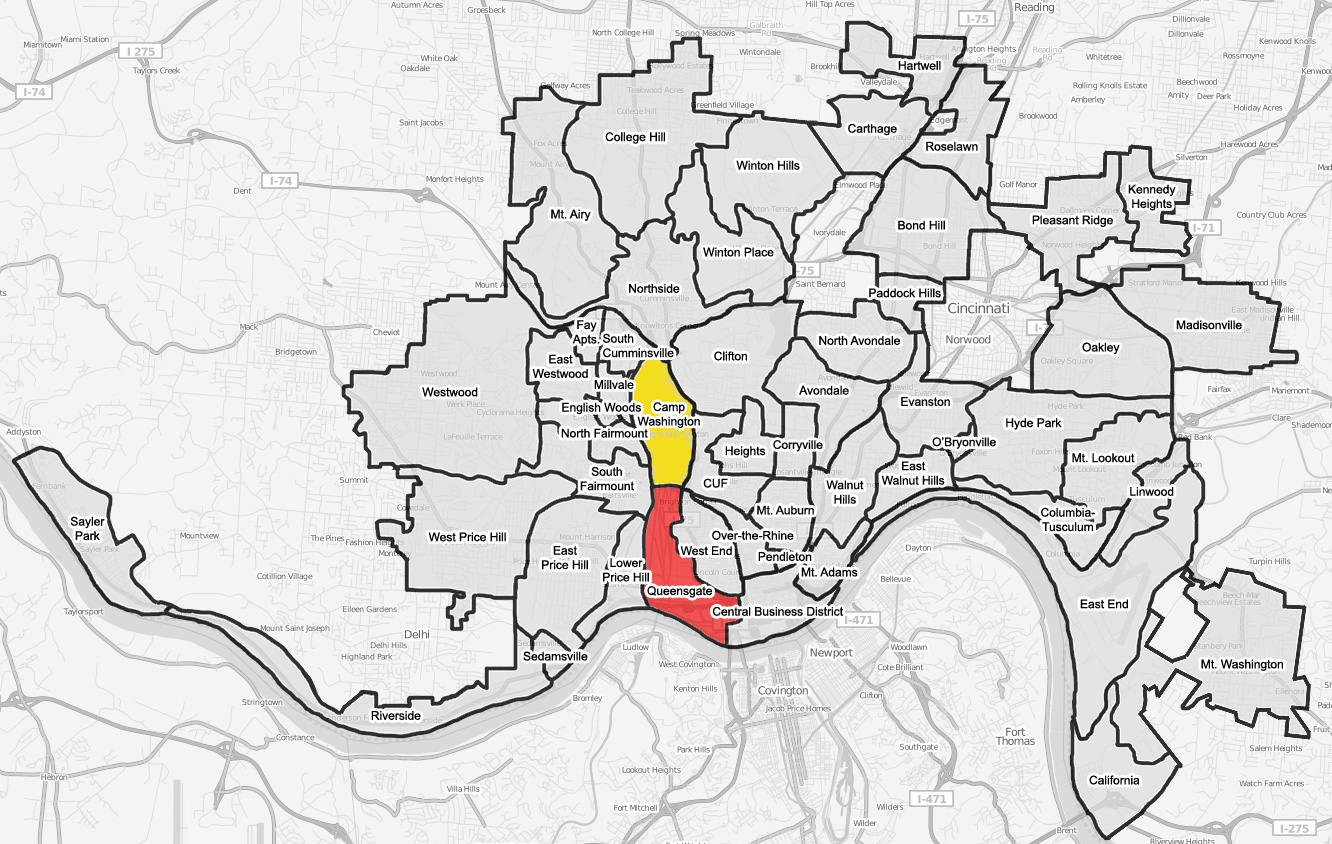
Der Queensgate Yard erstreckt sich über die Stadtviertel Camp Washington (gelb) und Queensgate (rot)
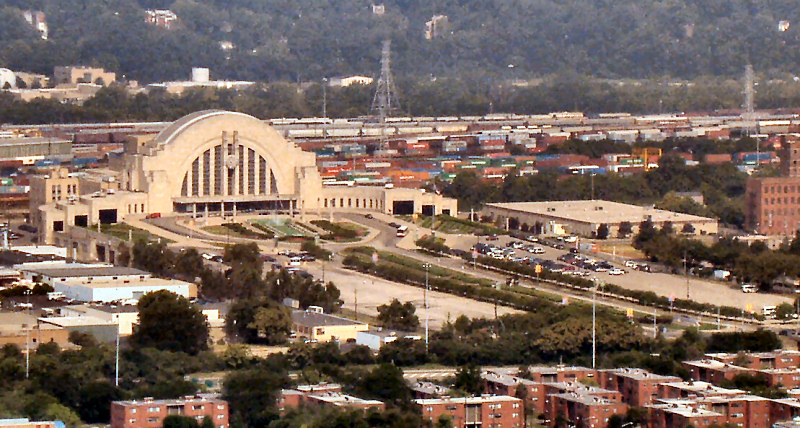
Rangierbahnhöfe hinter dem heutigen Cincinnati Museum Center at Union Terminal, Blick nach Ost